# Sunfish

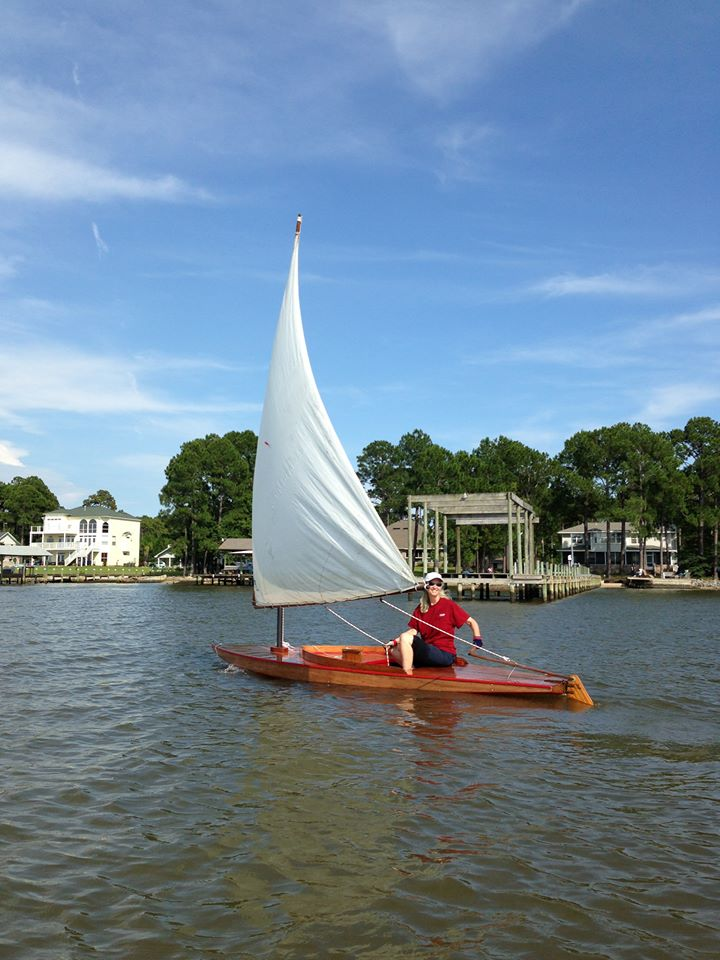

El sunfish es una clase internacional de embarcación a vela que fue desarrollada en 1952. Es un bote de un solo tripulante, aunque puede albergar hasta dos o tres personas a bordo. El sunfish es usado como embarcación para esparcimiento y disfrute o como una embarcación de competencia, con más de 100 eventos de competencia cada año en todo el mundo.
El diseño "board boat", o tabla-bote, resiste la inundación. El ancho casco le permite "planear" y lograr un Portsmouth handicap de 99.6, lo cual es muy bajo para un bote de su tamaño.
Un nuevo Sunfish cuesta alrededor de US$4000-$5000 o 6´639.171 pesos colombianos, con modelos usados más viejos en condiciones por debajo de US$500. Debido a su bajo costo y simplicidad (usualmente se le considera la embarcación más sencilla para navegar, y es ampliamente usada para enseñar a navegar) es también posiblemente la embarcación más popular; más de 500,000 Sunfish han sido construidos. Gracias a esto, el sunfish fue incluido en el American Sailboat Hall of Fame en 1995.
La gran popularidad del Sunfish ha llevado a muchas imitaciones; Starfish, Aquafin, Phantom, y Big Fish son todos botes virtualmente idénticos al Sunfish.
Su organismo rector es la International Sunfish Class Association (ISCA), fundada en 1969 

## Historia
Fue diseñado por Alexander Bryan y Cortland Heyniger, cuyos nombres forman la fusión "Alcort", nombre de la primera compañía que la fabricó. Se trataba de una evolución de la clase Sailfish que habían creado en 1945. El Sunfish original fue diseñado en 1951 como un kit de bote de madera. En 1959, los cascos se comenzaron a producir comercialmente en un compuesto moldeado de fiberglás, y en 1969 la empresa AMF sustituyó a Alcort como principal fabricante. Posteriormente hubo diferentes fabricantes oficiales, hasta que en 2007 Performance Sailcraft Europa y Vanguard se fusionaron para crear Laser Performance y cambiaron el modelo de negocios de ser constructores a convertirse en una distribuidora de botes construidos por un gran número de subcontratistas, incluyendo DK Composites en Malasia. Laser Performance es actualmente un monopolio y, ante la negativa de la International Sunfish Class Association (ISCA) a cederle la marca, han fundado otro órgano rector en 2017, la International Sunfish Class Organization (ISCO), ajena a la ISCA.
- Historial de fabricantes oficiales

| 1952–1969 | Alcort, Inc.                                                      |
| 1969–1986 | AMF                                                               |
| 1986–1988 | Loveless & DeGarmo con la marca comercial "Alcort Sailboats Inc." |
| 1988–1991 | Pearson Yacht Co.                                                 |
| 1991–1997 | Sunfish/Laser, Inc.                                               |
| 1997–2007 | Vanguard                                                          |
| 2007–     | Laser Performance                                                 |

## Competencia
En años recientes el Sunfish se ha convertido de embarcación puramente recreacional a una clase de competencia. Ahora, alrededor de todo el mundo hay Eventos Competitivos de Sunfish; esta clase también ha sido beneficiada en el World Wide Racing Events (eventos de competencia internacionales).